# Claire Messud
Claire Messud é uma romancista e escritora norte-americana.
Nasceu em 8 de outubro de 1966 em Greenwich, no estado de Connecticut (Estados Unidos). Filha de mãe canadense e pai franco-argelino. Aos quatro anos, ela se mudou dos Estados Unidos e morou e estudou na Austrália e no Canadá até a adolescência.
Quando ela tinha treze anos, ela começou o ensino médio nos Estados Unidos na Milton Academy de Massachusetts, um internato em Boston. Em 1987, ela se formou com seu BA em Literatura Comparada pela Universidade de Yale e, em 1989, graduou-se com mestrado em Literatura Inglesa pelo Jesus College, Universidade de Cambridge. Ela passou um total de cinco anos em Londres e, em 1990, trabalhou como temporária em uma editora de lá. Em 1992, casou-se com James Wood, um proeminente crítico literário, revisor e romancista que conheceu em Cambridge.
Em julho de 2001, nasceu sua filha, e ela deixou de escrever Os Filhos do Imperador, que ela começou a escrever apenas alguns meses antes. Ela começou a lecionar no Programa de MFA em Escrita Criativa do CUNY Hunter College em 2009 e ensinou escrita criativa em várias outras escolas, incluindo a Universidade de Maryland e a Universidade Johns Hopkins.
Atualmente, ela mora em Cambridge, Massachusetts. Embora ela nunca tenha morado em NY, ela passou muito tempo lá, e vários de seus amigos se mudaram para lá depois da faculdade. Ela e James Wood têm dois filhos, Olivia ('Livia') e Lucian.
Entre outros prêmios, ela recebeu o Addison Metcalf Award, um Strauss Living Award e as bolsas Guggenheim e Radcliffe. Os Filhos do Imperador (2006) foi seu primeiro romance ambientado na América. Seus três primeiros livros - Quando o mundo estava estável (1995), The Last Life (1999) e The Hunters: Two Short Novels (2001) - foram ambientados fora do país. Seu romance mais recente, The Woman Upstairs, foi lançado em 2013.
O livro Os Filhos do Imperador é a única obra da escritora publicada no Brasil em 2008 pela Editora Nova Fronteira.

## Obras
- The Burning Girl (2017)
- The Woman Upstairs (2013)
- Os filhos do imperador - no original The Emperor's Children (2006)
- The Hunters (2001)
- The Last Life (1999)
- When The World Was Steady (1995)